# Ipimorpha vetula
Ipimorpha vetula är en fjärilsart som beskrevs av Jacob Hübner 1791. Ipimorpha vetula ingår i släktet Ipimorpha och familjen nattflyn. Inga underarter finns listade i Catalogue of Life.